# Улыбающаяся мадам Бёде
«Улыбающаяся мадам Беде» (фр. La Souriante Madame Beudet) — французский короткометражный немой фильм, снятый режиссёром Жермен Дюлак в 1923 году. Премьера фильма состоялась 9 ноября 1923 года.
Считается первым феминистским фильмом.

## Сюжет
Скучающая жена — мадам Беде, провинциальная домохозяйка, живёт с чувством заброшенности и отсутствия внимания со стороны своего мужа, женщина страдает в удушающих сетях буржуазного брака и мечтает о жизни далеко за пределами монотонного существования.
Её возможного освобождения — единственное, что ещё может вызвать улыбку на её лице, — раскалывается от того, что в сон наяву вторгается муж, у героини остается только одно решение — убить его. В какой-то момент женщина решается на это.
Мадам Беде привыкла к тому, что месье Беде постоянно играет с ней глупую шутку. Часто он приставляет к виску незаряженный револьвер и угрожает застрелиться. После очередной ссоры с мужем, она тайно заряжает револьвер, надеясь, что он случайно в следующий раз застрелится. Однако после бессонной ночи мадам Беде, испытывая угрызения совести, решает отказаться от этой идеи и утром разрядить оружие. К сожалению, месье Беде первым добирается до револьвера, думая, что он, как обычно, незаряжен и стреляется. Оружие даёт осечку и муж думает, что мадам Беде пыталась покончить с собой; он обнимает её и говорит: «Как же я могу жить без тебя?»…

## В ролях
- Жермен Дермо — мадам Беде
- Александр Аркийер — месье Беде
- Жан д'Ид — Лабаз
- Иветт Гристер — няня
- Мадлен Гитти — мадам Лабаз
- Рауль Паоли — чемпион по теннису
- Арман Тирар — клерк